# ويليام مارتن
ويليام مارتن (بالإنجليزية: William McChesney Martin)‏ (و. 1906 – 1998 م) هو عالم اقتصاد، ومصرفي، من الولايات المتحدة الأمريكية، ولد في سانت لويس، ميزوري، كان عضوًا في الحزب الديمقراطي الأمريكي، وكان عضوًا في الأكاديمية الأمريكية للفنون والعلوم، توفي في واشنطن العاصمة، عن عمر يناهز 92 عاماً.

## مناصب
تولى منصب رئيس مجلس المحافظين للنظام الاحتياطي الفدرالي (2 أبريل 1951–1 فبراير 1970).

## التعليم
تعلم في جامعة كولومبيا، وجامعة ييل.

## جوائز
حصل على جوائز منها:
- قاعة مشاهير كرة المضرب الدولية.

## روابط خارجية
- ويليام مارتن على موقع قاعة مشاهير كرة المضرب الدولية (الإنجليزية)